# Leptogaster crocea
Leptogaster crocea là một loài ruồi trong họ Asilidae. Leptogaster crocea được Williston miêu tả năm 1901. Loài này phân bố ở vùng Tân nhiệt đới.